# ستيفاني ماري روز
ستيفاني ماري روز (بالإنجليزية: Stephanie Marie Rose)‏ هي قاضية ومحامية أمريكية، ولدت في 17 ديسمبر 1972 في توبيكا في الولايات المتحدة.